# Praeantarctia decisa
Praeantarctia decisa är en fjärilsart som beskrevs av Heimlich 1960. Praeantarctia decisa ingår i släktet Praeantarctia och familjen mätare. Inga underarter finns listade i Catalogue of Life.